# Mick Jones (musicien de Foreigner)
Pour les articles homonymes, voir Jones et Mick Jones (homonymie).
Michael Leslie Jones, dit Mick, né le 27 décembre 1944 à Portsmouth au Royaume-Uni est un musicien britannique. Il est connu comme guitariste, compositeur et producteur, il a été membre de Spooky Tooth et Foreigner.

## Biographie
Le guitariste Mick Jones commence sa carrière musicale début 1960, en tant que membre du groupe Nero and the Gladiators (en). Le groupe produit deux singles qui ont un succès britannique mineur en 1961. 
Après la dissolution du groupe, Mick Jones, accompagné du batteur Tommy Brown, se rend en France. Engagés dans l'orchestre d'Eddie Vartan, à la même période, les deux musiciens collaborent également avec la sœur cadette de ce dernier, Sylvie Vartan.
Puis de 1965 à 1974, Mick Jones est le guitariste attitré de Johnny Hallyday. Il accompagne le rockeur français sur scène jusqu'en 1970 et collabore avec lui sur disque jusqu'en 1974. Il n'est pas uniquement instrumentiste pour Hallyday, mais aussi compositeur d'une trentaine de titres souvent écrits en collaboration avec le batteur Tommy Brown, avec qui il partage la tâche de chef d'orchestre au sein du groupe The Blackburds,.  
En 1971, le claviériste américain Gary Wright, anciennement du groupe Spooky Tooth, publie l'album Footprint avec Mick Jones ainsi que George Harrison, Klaus Voormann, Alan White, Nanette Workman, etc. 
En 1972, Jones est parmi les musiciens qui forment avec Gary Wright, le bassiste Archie Legget et le batteur Bryson Graham le groupe Gary Wright and the Wonderwheel. Ils enregistrent deux singles, soit I know et Ring of changes. Et même s'ils ont assez de matériel pour un album complet, il ne sortira qu'en 2016 sous le titre Ring of changes, avec George Harrison à la guitare slide sur une chanson, Goodbye Sunday. Wonderwheel est dissout en 1972.
Puis en 1973 Mick Jones et Gary Wright reforment Spooky Tooth, le temps de graver trois albums : You Broke My Heart So I Busted Your Jaw et Witness en 1973 puis The Mirror en 1974. 
Après la dissolution du groupe, Mick Jones est guitariste sur l'album éponyme du Leslie West Band. Il joue également sur les albums Wind of Change (1972) de Peter Frampton, et Dark Horse (1974) de George Harrison.

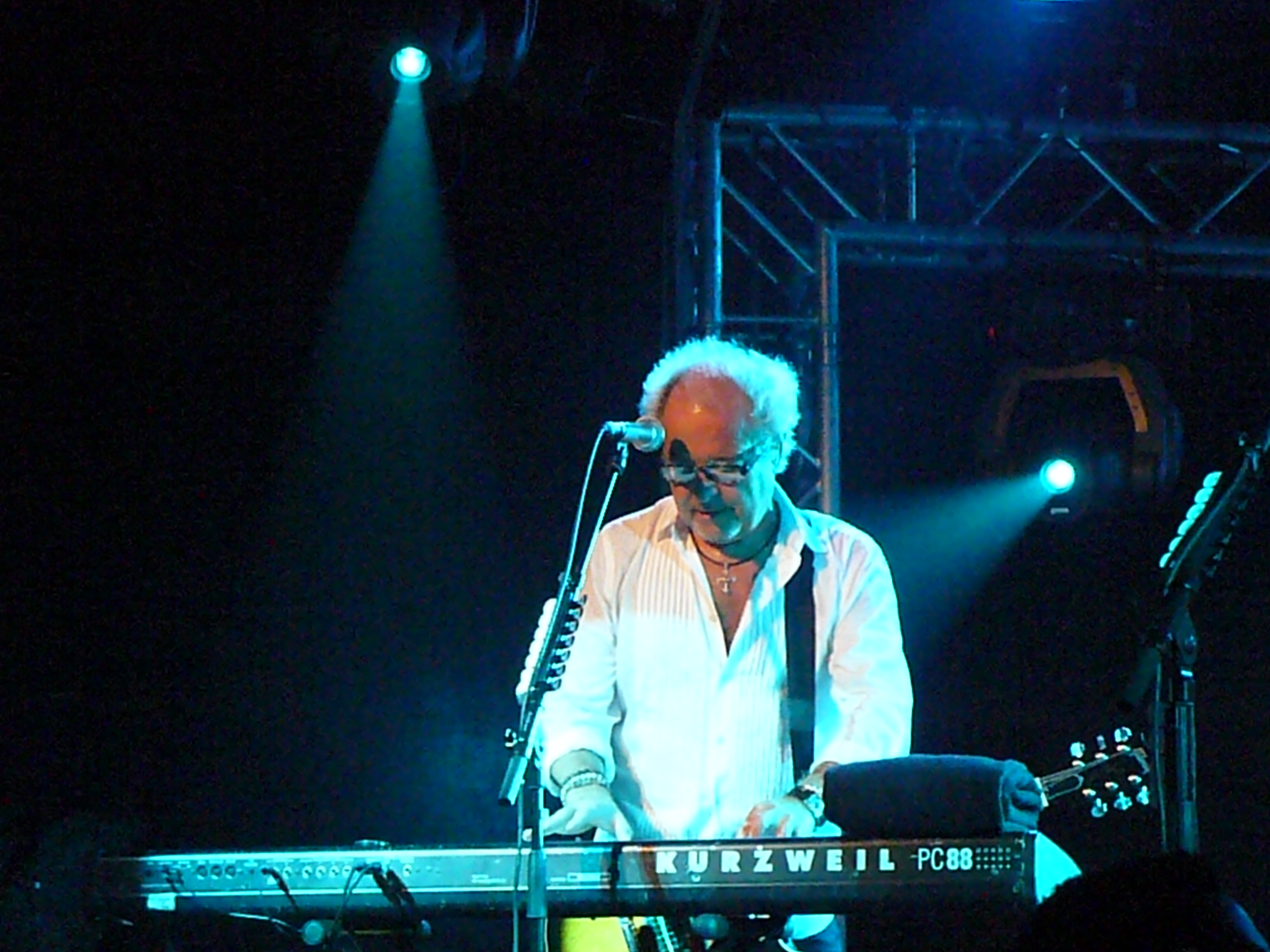
Mick Jones aux claviers avec Foreigner le 30 juin 2009 à Luxembourg

En 1976, il forme Foreigner avec Ian McDonald, membre fondateur du premier King Crimson, et le chanteur de Black Sheep, Lou Gramm. Il produit pratiquement tous les albums du groupe et écrit la plupart de leurs chansons avec Lou Gramm. Des tensions se développent au sein du groupe durant les années 1980 avec, pour principale cause, les différences de goûts musicaux entre Lou Gramm, qui préférait un rock dur et tranchant et Mick Jones, plus porté vers les synthétiseurs. Lou Gramm quitte le groupe en 1989. Il y est remplacé par Johnny Edwards, sur l'album Unusual Heat, pour y revenir en 1991. 
En 1989, Mick Jones réalise son unique album solo, intitulé simplement Mick Jones, sur le label Atlantic Records, sur lequel on retrouve entre autres, Billy Joel, Carly Simon, Simon Kirke de Bad Company et Dennis Elliott de Foreigner. 
La même année, le guitariste collabore avec Eric Clapton pour son album Journeyman. Il écrit les paroles de Bad Love (en), chanson dont la musique est composée par Clapton. Phil Collins est à la batterie et Pino Palladino à la basse. Avec cette chanson, Eric Clapton reçoit le prix Grammy de la meilleure interprétation vocale masculine l'année suivante.

### Vie privée
De son union avec Ann Dexter, Mick Jones a deux enfants : Alexander et Annabelle Dexter-Jones, une actrice, réalisatrice et scénariste américaine.

## Discographie

### Johnny Hallyday
(guitariste, compositeur, direction d'orchestre - partagée avec le batteur Tommy Brown)
- 1965 : Hallelujah
- 1966 : La Génération perdue /  Johnny Hallyday Fréjus 30 juillet 1966 (inédit jusqu'en 2022)
- 1967 : Olympia 67 / Johnny 67 / Johnny au Palais des sports
- 1968 : Jeune Homme / Rêve et Amour / Live Grenoble 1968 (inédit jusqu'en 2012)
- 1969 : Rivière… ouvre ton lit /  Que je t'aime (Palais des sports 69) / Johnny Live Port Barcarès 1969 (resté inédit jusqu'en 2020)
- 1970 : Vie / Johnny Hallyday live Cambrai 4 sept. 1970 (inédit jusqu'en 2022)
- 1971 : Flagrant Délit
- 1972 : Country, Folk, Rock
- 1974 : Je t'aime, je t'aime, je t'aime

### Johnny Hallyday & The Blackburds

#### Singles
- 1966 : super 45 tours Philips 437 260 BE : Noir c'est noir - Promenade dans la forêt du Brabant (instrumental par The Blackburds) - La Génération perdue - Absolument Hyde Park (instrumental par The Blackburds)[5]

### The Blackburds
- 1967 : Super 45 tours Philips M 437 323 BE Play The Bugaloo : The In Crowd - Absolument Hyde Park - Get Out Of My Life Woman - Don't Go Home[6]

### Mick Jones et Tommy Brown
- 1967 :
  - Super 45 tours Mercury 152 095 MCE State Of Micky And Tommy : With Love From I To 5 - Sunday's Leaving - I Know What I Would Do - Quelqu'un qui part (chanson composée et interprétée en français par Mick Jones et Tommy Brown, les paroles sont de Long Chris)[6]
  - Super 45 tours Mercury 152 102 MCE : Frisco Bay - Julien Waites - Nobody Knows Where You've Been - Good Time Music[7]
- 1969 : 
  - 45 tours de Mick Jones et Tommy Brown parut sous le nom de Nimrod :
  - 45 tours Mercury 154 664 IF : The Bird - Don't Let It Get The Best Of You[8]
- 1970 :
  - Super 45 tours Riviera 231 364 BOF du film L'Ours et la Poupée de Michel Deville : Never At All (chanson écrite par Tommy Brown et Eddie Vartan, interprétée par Mick Jones et Tommy Brown) - Then You Got Everything (chanson écrite par Tommy Brown et Eddie Vartan, interprétée par Mick Jones et Tommy Brown) - Signor Bruschino (Gioachino Rossini, extrait) - Semiramis (Gioachino Rossini, extrait)[9]
  - 45 tours Philips BOF du film Tumuc Humac de Jean-Marie Périer : If I Gould Be Sure - Alice (chansons écrites et interprétées par Mick Jones et Tommy Brown)[10]
- 1971 : 33 tours Vertigo 6325 250 Wednesday's Child de Tommy Brown (Mick Jones coproduit le disque avec Tommy Brown, Raymond Donnez et Lee Hallyday ; il joue de la guitare et participe à l'écriture et aux arrangements des titres)[11]

### Wonderwheel

#### Singles
- 1972 : I know/Tonight It's Right
- 1972 : Ring Of Changes/Somebody

#### Album
- 2016 : Ring of changes - Avec George Harrison à la slide sur Goodbye Sunday

### Spooky Tooth

#### Albums Studio
- 1973 : You Broke My Heart So I Busted Your Jaw
- 1973 : Witness
- 1974 : The Mirror

#### Compilations
- 1972 : Gary Wright - Spooky Tooth – That Was Only Yesterday
- 1976 : The Best of Spooky Tooth
- 1999 : The Best Of Spooky Tooth: That Was Only Yesterday
- 2001 : That Was Yesterday : Introduction
- 2009 : Lost in My Dream : An Anthology 1968-1974
- 2015 : The Island Years : An Anthology 1967-1974 - Coffret 8 CD

### Foreigner

#### Albums Studio
- 1977 : Foreigner
- 1978 : Double Vision
- 1979 : Head Games
- 1981 : 4
- 1984 : Agent Provocateur
- 1987 : Inside Information
- 1991 : Unusual Heat
- 1994 : Mr Moonlight
- 2009 : Can't Slow Down

#### Albums Live
- 1993 : Classic Hits Live/Best of live
- 2006 : Extended Versions
- 2010 : Can't Slow Down... When It's Live - DVD Inclut dans la réédition de l'album CD Can't Slow Down
- 2012 : Alive & Rockin'
- 2014 : The Best Of 4 And More
- 2016 : In Concert : Unplugged
- 2018 : Foreigner with the 21st Century Symphony Orchestra & Chorus Live

#### Compilations
- 1982 : Records
- 1992 : The Very Best of
- 1992 : The Very Best of... and Beyond
- 1994 : Juke Box Hero : Best of
- 1999 : The Platinum Collection
- 1999 : Rough Diamonds No. 1
- 2000 : Hot Blooded and Other Hits
- 2000 : Anthology : Juke box Heroes
- 2002 : Complete Greatest Hits
- 2002 : The Definitive
- 2005 : The Essentials
- 2006 : The Definitive Collection
- 2008 : No End in Sight: The Very Best of Foreigner
- 2011 : Acoustique and More - coffret de 2 CD Acoustique the Classics Unplugged et Juke Box Heroes Brand New Rock Recordings Of Foreigner's Greatest Hits + 1 DVD Live In Chicago
- 2014 : I Want to Know What Love Is: The Ballads
- 2014 : The Complete Atlantic Studio Albums 1977–1991 - coffret 7 CD + 9 chansons bonus
- 2017 : 40: Forty Hits From Forty Years 1977-2017'

### Solo
- 1989 : Mick Jones

### Collaborations
- 1971 : Footprint de Gary Wright
- 1972 : Wind of change de Peter Frampton - Mick guitare rythmique sur All I Want To Be (Is By Your Side)
- 1974 : Dark Horse de George Harrison - Guitare acoustique sur Ding Dong, Ding Dong
- 1975 : Rainbow Rider de Mike Harrison
- 1976 : The Leslie West Band de Leslie West
- 1989 : Storm Front de Billy Joel - Joue sur la pièce-titre et sur State Of Grace
- 1997 : In Deep de Tina Arena - Mick guitare, percussions et chœurs

### Auteur
- 1989 : Journeyman Eric Clapton - A participé à l'écriture de la chanson Bad Love avec Clapton
- 2001 : Beyond Good and Evil de The Cult - A participé à l'écriture de la pièce Breathe

### Production
- 1986 : 5150 - Van Halen - Coproducteur avec Donn Landee et Van Halen
- 1986 : Fame and Fortune - Bad Company - Producteur exécutif
- 1989 : Dead, White and Blue - Flesh and Blood
- 1989 : Save The Last Dance For Me - Ben E. King
- 1989 : Storm Front - Billy Joel
- 1997 : In Deep - Tina Arena - Produit 8 des 13 chansons de l'album